# Théâtre musical de Biélorussie
Le théâtre musical de Biélorussie (en russe: Белорусский музыкальный театр; en biélorusse: Беларускі дзяржаўны акадэмічны музычны тэатр) est un théâtre situé à Minsk, capitale de Biélorussie. Il a été fondé en 1970 et jusqu'en 2000 s'appelait le théâtre d'État de comédie musicale de Biélorussie. Sa première saison théâtrale s'est ouverte le 17 janvier 1971 avec le spectacle L'Alouette chante du compositeur biélorusse Iouri Semeniako (1925-1990). Le théâtre s'est installé définitivement à son emplacement actuel en 1981, au n° 44 rue Miasnikov, dans un édifice terminé en juillet 1981 selon les plans des architectes Oxana Tkatchouk et Vladimir Tarnovski. Le théâtre est dirigé depuis 2019 par Sergueï Poukita.